# Morti
Morti (Barcelona, 1 de enero de 1968) es el nombre artístico de Alejandro Martínez, un cantante español de Rock. Ha participado en proyectos como El Fantástico Hombre Bala, Ex-Mundus o Bushido, este último una aventura discográfica en la que compartió protagonismo con artistas como Carlos Ann, Shuarma y Enrique Bunbury.
Desde 2005 hasta 2009 fue el vocalista del grupo de metal Skizoo, con el que ha publicado 4 discos: Skizoo, Incerteza, 3 y La cara oculta (Rarezas).
También ha colaborado en otros proyectos como el homenaje a Big Simon, con el tema Y serás canción, o con la banda Malacabeza en la canción "Vida", de su disco "Pirómanos".
El 31 de mayo de 2010, publica su nuevo disco, "ExMundus", proyecto en solitario acompañado de Charly Sardá a la batería (FHB, Manolo García) los guitarristas Dani Baraldés (FHB, Macaco, Jarabe de Palo), y Juan Manuel Álvarez Puig (Shuarma), Juzz a los teclados y con la producción artística de The Pinker Tones y la producción general de Charly Chicago, generan las texturas musicales que acompañan a la perfección el espíritu de las letras. Toques de pop, rock y electrónica se amalgaman con atmósferas teatrales y toques exóticos para generar un discurso musical que escapa de las definiciones fáciles, y que tiene en su particular singularidad uno de sus más destacados valores. <https://web.archive.org/web/20110902124849/http://www.morti.es/>
Habitualmente ha manifestado su intención de preservar su nombre real y ser conocido simplemente como "Morti", nombre con el que ha figurado en todos sus proyectos.

## Discografía
El Fantástico Hombre Bala (FHB)
- Tierra de Cerdos (1994)
- En carne viva EP (1995)
- Estigmas (1996)
- Al Despertar (2016)

ExMundus 
- Estatua de Sal (2000)

Bushido
- Bushido (2004)

Skizoo
- Skizoo (2005)
- Habrá Que Olvidar EP (2006)
- Incerteza (2007)
- 3 (2008)
- La Cara Oculta (2008)

Morti (Solista)
- ExMundus (2010)
- En clave mínima (relecturas exmundianas del Maestro Juzz) (2015)
- Fragmentos imperecederos (Concierto en acústico) (2022)

InMune
- Ilumíname (2013)
- InCertidumbre (2014)
- Universal (2016)
- Seres Únicos (2019)